# Pennsylvania Navy

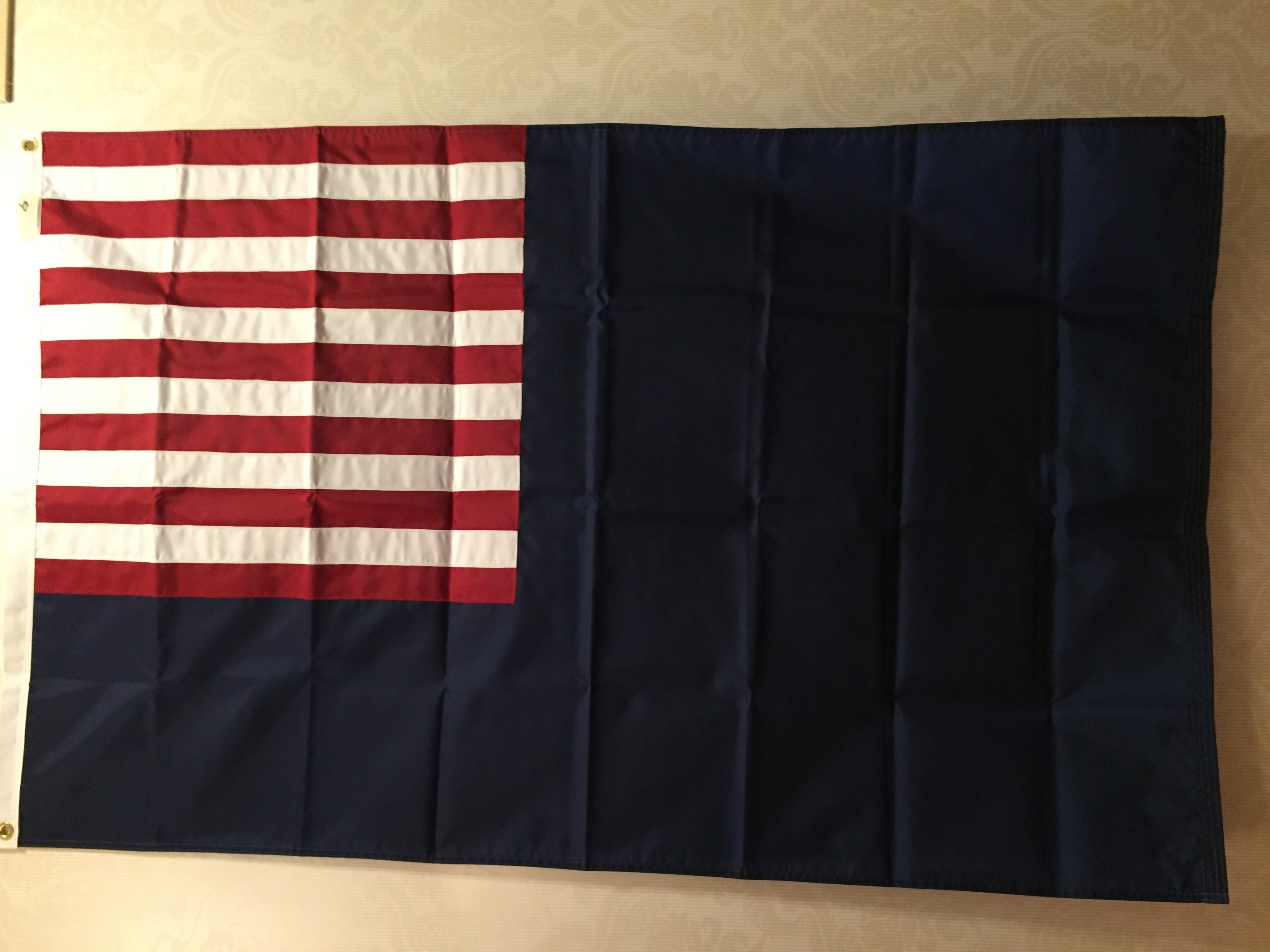
Drapeau de la Pennsylvania Navy

La Pennsylvania Navy (marine de Pennsylvanie) (plus officiellement connue sous le nom de Pennsylvania State Navy (marine de l'État de Pennsylvanie) ou, en termes modernes, de Pennsylvania Naval Militia (milice navale de Pennsylvanie)) a constitué la force navale de la Pennsylvanie pendant la Révolution américaine et par la suite, jusqu'à la formation de la marine des États-Unis (United States Navy). Les navires de la marine ont servi presque exclusivement sur le fleuve Delaware et ont joué un rôle actif (conjointement avec les navires de la marine continentale (Continental Navy)) en défendant d'abord les approches de la ville de Philadelphie pendant la campagne britannique qui a réussi à occuper la ville en 1777, puis en empêchant (au moins pendant un certain temps) la Royal Navy de réapprovisionner l'armée d'occupation.
La milice navale a également été réactivée à la fin du XIXe siècle et au début du XXe siècle.
Étant donné qu'en vertu du "10 U.S. Code §7851", les milices navales font partie de la milice organisée des États-Unis et sont donc considérées comme telles, la marine de Pennsylvanie peut être réactivée à tout moment à l'avenir par l'intermédiaire du bureau du gouverneur de Pennsylvanie et/ou par une action législative engagée par l'Assemblée générale bicamérale de Pennsylvanie.

## Histoire
Lorsque la guerre d'Indépendance américaine éclate au début de l'année 1775, le Comité de sécurité de la colonie de Pennsylvanie décide que la capitale de la colonie et siège du deuxième Congrès continental, à Philadelphie, doit être protégée contre les incursions des navires britanniques sur le fleuve Delaware. Le 6 juillet 1775, il autorise l'achat et l'équipement de navires à cette fin et, deux jours plus tard, passe sa première commande de galère armée. En octobre, treize bateaux de ce type ont été construits pour un coût de 550 livres sterling chacun et équipés d'un seul canon à la proue, et Thomas Read est nommé commodore de la flotte.
Les six premiers sont mis à l'eau le 19 juillet, et six autres le sont à la fin du mois d'août. Ils s'appellent : Bulldog, Burke, Camden, Congress, Dickinson, Effingham I, Experiment, Franklin, Hancock, Ranger et Warren.
En outre, dix radeaux incendiaires (brûlots) sont construits à la fin de 1775 et au début de 1776 et placés sous le commandement du capitaine John Hazelwood ; le Arnold et le Putnam sont construits comme batteries flottantes et armés par les marines de l'État de Pennsylvanie. En avril 1776, l'État acquiert le Montgomery, dont Read est capitaine jusqu'à ce qu'il reçoive une commission de la marine continentale en octobre 1776.
À la fin du mois d'août 1776, la marine de l'État de Pennsylvanie compte 768 hommes à bord de 27 navires, et 21 autres navires plus petits étaient commandés. Ceux-ci étaient armés d'un canon de quatre livres à l'avant et étaient considérés comme des bateaux de garde.

## Administration et commandement
La marine est placée sous le contrôle général du Comité de sécurité, qui crée des sous-comités chargés de gérer les opérations et les acquisitions de la marine. Lorsque l'État se dote d'une nouvelle constitution, avec un Conseil exécutif suprême comme exécutif, l'administration de la marine est confiée au Conseil de sécurité. En mars 1777, le conseil a créé un conseil naval, qui avait l'entière responsabilité de la flotte, à l'exception de la délivrance des commissions d'officiers, autorité que le conseil a conservée.
Le commandement général de la flotte est parfois controversé. Thomas Read en est le premier commodore, mais il est remplacé le 13 janvier 1776 par Thomas Caldwell, qui ne reste que peu de temps en poste et démissionne en mars pour des raisons de santé. Son remplaçant, Samuel Davidson, est promu par le comité avant d'autres capitaines et manque de provoquer une mutinerie, ce qui vaut à Davidson d'être d'abord écarté du commandement de la flotte, puis finalement renvoyé de la marine. Le commandement de la flotte est alors confié à Thomas Seymour, mais le capitaine Hazelwood refuse de servir sous les ordres du vieux Seymour. Lorsque les opérations britanniques commencent à menacer Philadelphie en septembre 1777, le conseil révoque Seymour et confie le commandement de la flotte à Hazelwood.
En septembre 1778, l'État crée une cour d'amirauté (Admiralty court) chargée de statuer sur les affaires maritimes et de distribuer les prix. Bien qu'il ne semble pas y avoir eu de législation explicite autorisant la guerre de course (corsaire), l'État a délivré plus de 400 lettres de marque entre 1776 et 1782.

## Opérations
Le 6 mai 1776, la marine passe à l'action en engageant les navires britanniques Roebuck 44 et Liverpool 28. Les Britanniques sont contraints de se retirer à Newcastle, dans le Delaware. La flotte a également contribué à éloigner les troupes britanniques de la rive orientale du fleuve lorsque le général George Washington s'est replié à travers le New Jersey après la perte de la ville de New York. Hazelwood a contribué à empêcher les troupes allemandes de s'installer à Burlington, dans le New Jersey, une ville favorable à la cause loyaliste, en la bombardant lorsque des troupes y étaient repérées. Cela obligea leur commandant, Carl von Donop, à répartir ses troupes sur un plus grand nombre d'emplacements, ce qui contribua peut-être au succès de la bataille de Trenton de Washington le 26 décembre 1776.
La marine de l'État de Pennsylvanie est chargée de la défense du fleuve Delaware lorsque Philadelphie est occupée par le général britannique Sir William Howe, la Royal Navy souhaitant contrôler le fleuve pour réapprovisionner l'armée de Howe. Dans un premier temps, la flotte combinée de la Pennsylvanie et du Continent a réussi à repousser une tentative des Britanniques de franchir les défenses des forts Mercer et Mifflin les 22 et 23 octobre 1777, grâce à la destruction de deux navires de guerre britanniques, le HMS Augusta et le HMS Merlin, sous le commandement de l'amiral Francis Reynolds. La flotte bombarde également les forces de von Donop qui attaquent le fort Mercer lors de la bataille de Red Bank, au cours de laquelle les Hessois subissent l'une de leurs pires défaites de la guerre.
En novembre, les deux forts sont pris par les forces terrestres britanniques, et la flotte du commodore John Hazelwood est alors contrainte de se retirer en amont du fleuve. Des vents défavorables ralentissent leur progression et quatre navires (Montgomery, Delaware, Arnold et Putnam) sont brûlés pour éviter leur capture.
En avril 1778, la majeure partie de la flotte est détruite en prévision des opérations britanniques prévues contre elle. Cependant, la nouvelle que les Britanniques allaient se retirer de Philadelphie entraîna sa résurrection et, en juillet, le capitaine Hazelwood signala que le brick Convention était prêt à entrer en action. Son existence en tant que force significative fut limitée par l'arrivée d'une flotte française sur la côte nord-américaine et, en août 1778, l'assemblée de l'État vota la vente de la plupart de ses navires restants, ne conservant que le Convention et quelques navires plus petits.
Ces derniers s'avèrent insuffisamment protecteurs pour les navires de commerce des marchands de Pennsylvanie. En réponse à leurs pétitions, l'État autorise la construction du General Greene en mars 1779. Sous les ordres de son capitaine, James Montgomery, il navigue entre New York et la baie de Chesapeake, souvent en collaboration avec des navires de la marine continentale ou des corsaires, et envoie un certain nombre de prises à Philadelphie. Selon Montgomery, son équipage était pratiquement ingérable et il fut vendu à la fin de la saison de navigation de 1779. Son prix de vente inhabituellement bas éveille des soupçons de collusion.
En 1782, les activités de la Royal Navy et des corsaires loyalistes incitent à nouveau les marchands de Philadelphie à réclamer de meilleures défenses navales. C'est ainsi que le Hyder Ally, équipé par les marchands et placé sous le commandement de Joshua Barney, de la marine continentale, est mis en service. Après la capture réussie du HMS General Monk, Barney en prend le commandement et le rebaptise Washington. Après un voyage aux Antilles, il est vendu à la marine continentale. Le Hyder Ally continue de patrouiller sans grand succès. En février 1783, alors que la paix semble proche, la plupart des navires de l'État sont vendus et les marins licenciés. Le 10 avril 1783, le Conseil exécutif suprême ordonne de se débarrasser des navires armés restants.

## Milice navale
En avril 1889, la milice navale de Pennsylvanie ( Pennsylvania Naval Militia) est reconstituée en tant que force navale de Pennsylvanie - l'une des nombreuses milices navales d'État organisées qui ont précédé l'actuelle réserve navale (Navy Reserve).